# 발호른화
발호른화(Verballhornung)는 독일어에서 발생하는 특유한 현상이다. 첫째로 표기를 다르게 하여 그 의미가 변하도록 하는 것이다. 의도적으로 패러디의 목적으로 행해지는 경우가 많다. 그러나 또한 생소한 개념을 실수로 잘 알려진 개념에 잘못 적응시킴으로써 일어나는 현상을 가리키기도 한다. 예컨대 프랑스의 타로카드 ‘르 몽드(Le Monde, 세계라는 의미)’가 오스트리아의 타록(Tarock)게임에서는 ‘몬트(Mond, 달이라는 의미)’라 불리는 경우이다. 즉 이 경우 두 낱말의 발음의 유사성 때문에 발호른화가 일어난다.

## 같이 보기
- 시각 방언
- 롤캣